# Rhinobatos formosensis
The Taiwan guitarfish (Rhinobatos formosensis) là một loài cá thuộc họ Rhinobatidae. Loài này có ở Đài Loan and có thể Philippines. Các môi trường sống tự nhiên của chúng là open seas, shallow seas, coral reefs, and estuarine waters.